# كيني لين
كيني لين (بالإنجليزية: Kenny Lane)‏ مواليد 9 أبريل 1932 في بيغ رابيدز - الوفاة 5 أغسطس 2008 في مسكيغون، كان ملاكم محترف أمريكي صنّف ضمن فئة الوزن الخفيف.

## إحصائيات
خاض خلال مسيرته 100 نزالا، فاز في 82 وتعادل في 2 وخسر في 16. فاز بالضربة القاضية في 19 نزالا.

## روابط خارجية
- كيني لين على موقع بوكس ريك (الإنجليزية) (registration required)